# Verrine (plat)
Pour les articles homonymes, voir Verrine.

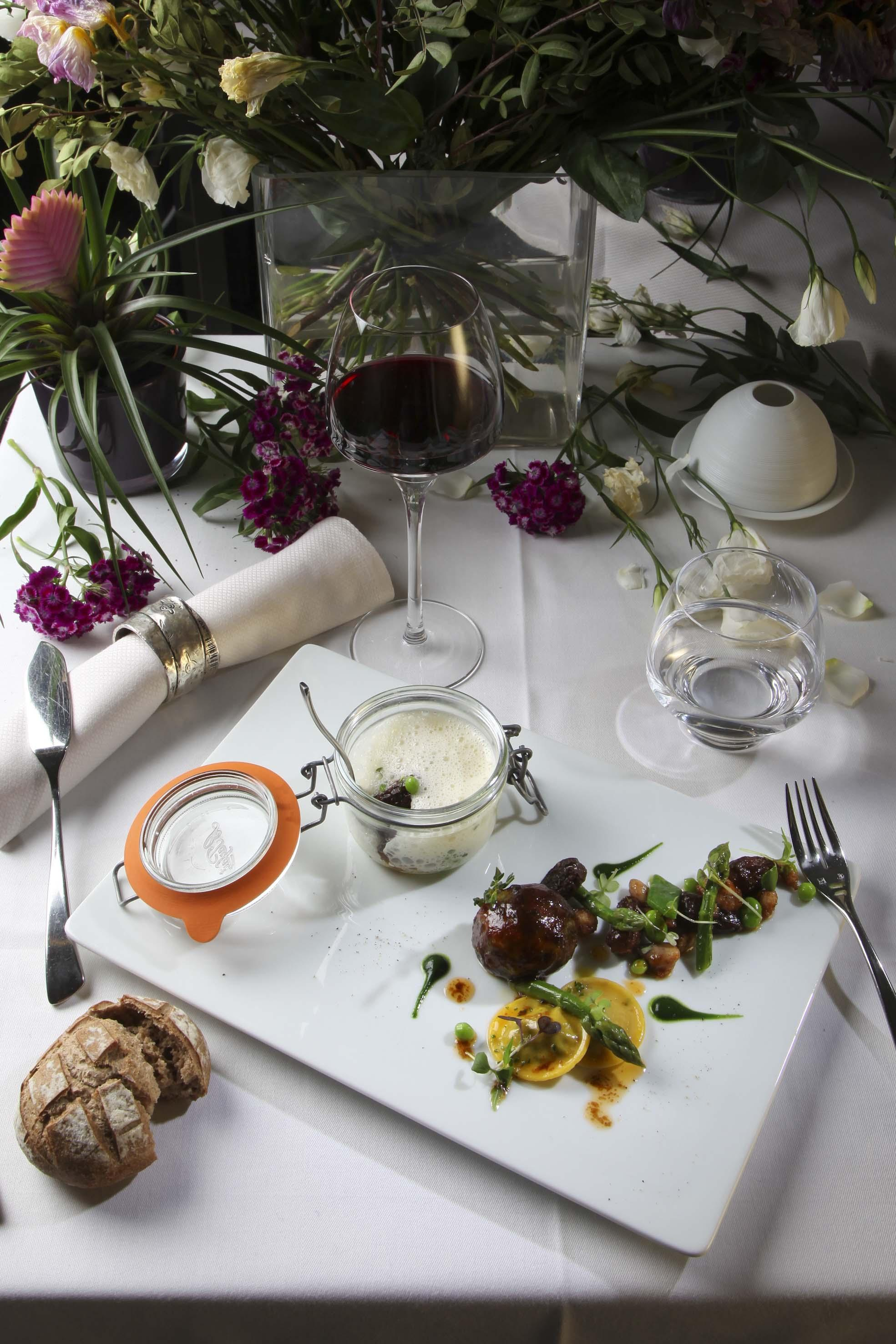
Verrine de velouté de grenouille de Vallorbe aux ravioles de morilles.

Une verrine désigne, d'une part, un ustensile de cuisine, généralement en verre, qui sert à présenter un mets et, d'autre part, les préparations culinaires contenues dans ce récipient, et qui se consomment à l'aide d'une petite cuillère. Utilisée en pâtisserie, pour la première fois au milieu des années 1990, la verrine s'est rapidement imposée pour toute une gamme de mets, allant des amuse-gueule aux apéritifs dînatoires, du sucré au salé, des préparations les plus simples aux plus inventives, le tout dans un mélange original de saveurs et de couleurs.

## Origine
En 1994, Philippe Conticini est le premier à utiliser, pour ses pâtisseries, le principe des verrines, qui présentent verticalement et par transparence des mets traditionnellement servis dans une assiette à plat. Considérées au début comme un phénomène de mode, les verrines sont devenues « un réel moyen d'expression culinaire ». Elles sont passées des cuisines des restaurants branchés à celles des gourmets.
Très populaire dans les années 2000, la verrine est parfois perçue comme ringarde dans les années 2020.

## Concept
Plus qu’une simple évolution de forme, la verrine propose aussi une évolution sensible de l’expérience gustative.
En effet, la verticalité et la transparence des verrines permettent :
- la lecture visuelle immédiate de la construction du goût ;
- la réalisation de l’équilibre gustatif en bouche, et non dans la verrine, ce qui permet d’accentuer et contrôler les sensations transmises aux convives, notamment l’intensité et la longueur en bouche.

Selon le concept d’origine, les verrines sont faites de trois couches superposées avec chacune des caractéristiques de goût propres :
- pour la couche supérieure de fine épaisseur, une préparation acidulée pour provoquer la salivation et préparer les papilles à recevoir les autres goûts ;
- pour la couche intermédiaire plus importante, une préparation porteuse de la structure de goût principale ;
- enfin, pour la couche inférieure, une troisième préparation douce et soyeuse pour enrober les papilles et offrir une note finale ronde et agréable.

## Contenants

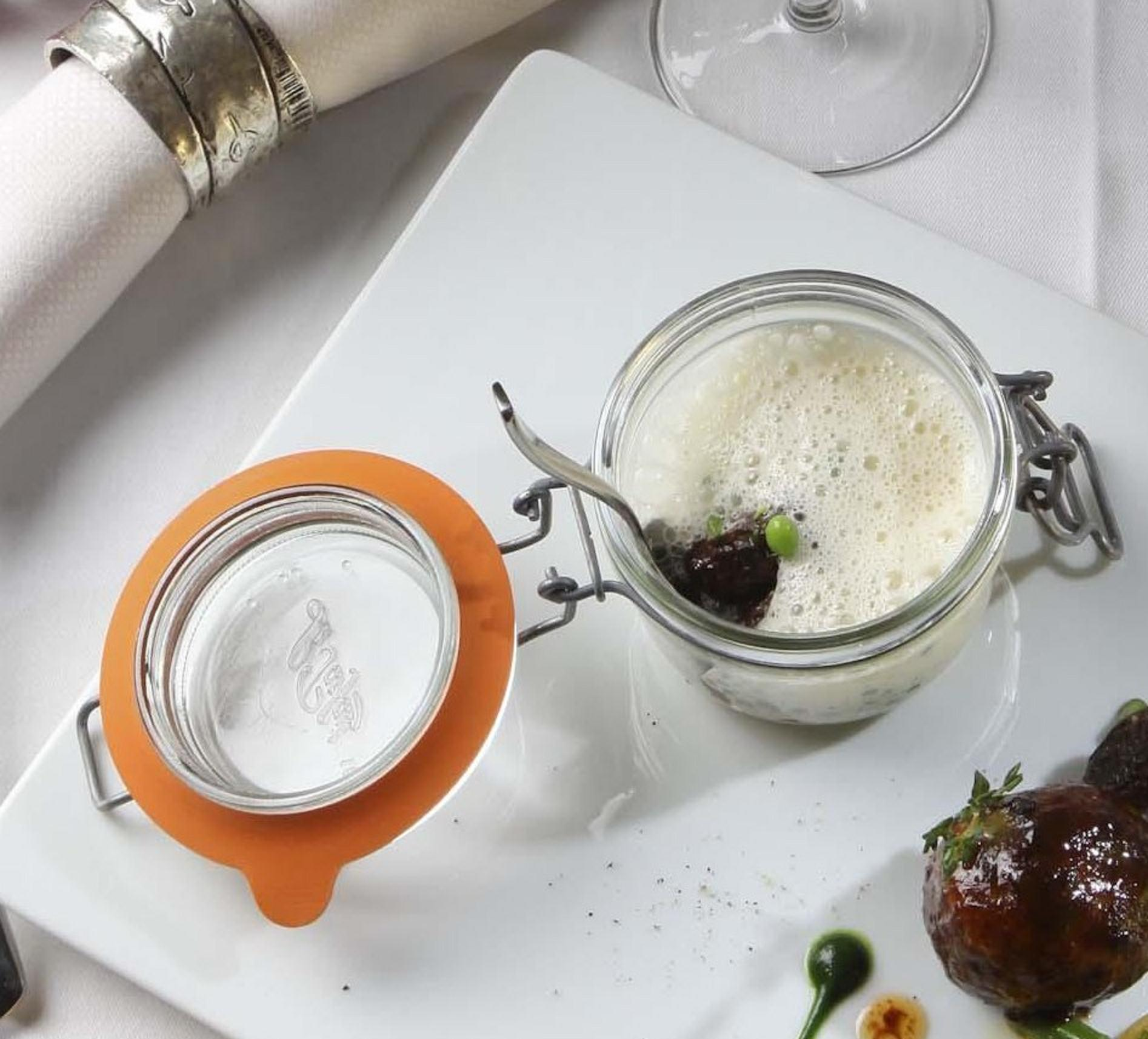
Verrine dans un bocal à joint présentée à l’Hôtel de la Paix de Genève.

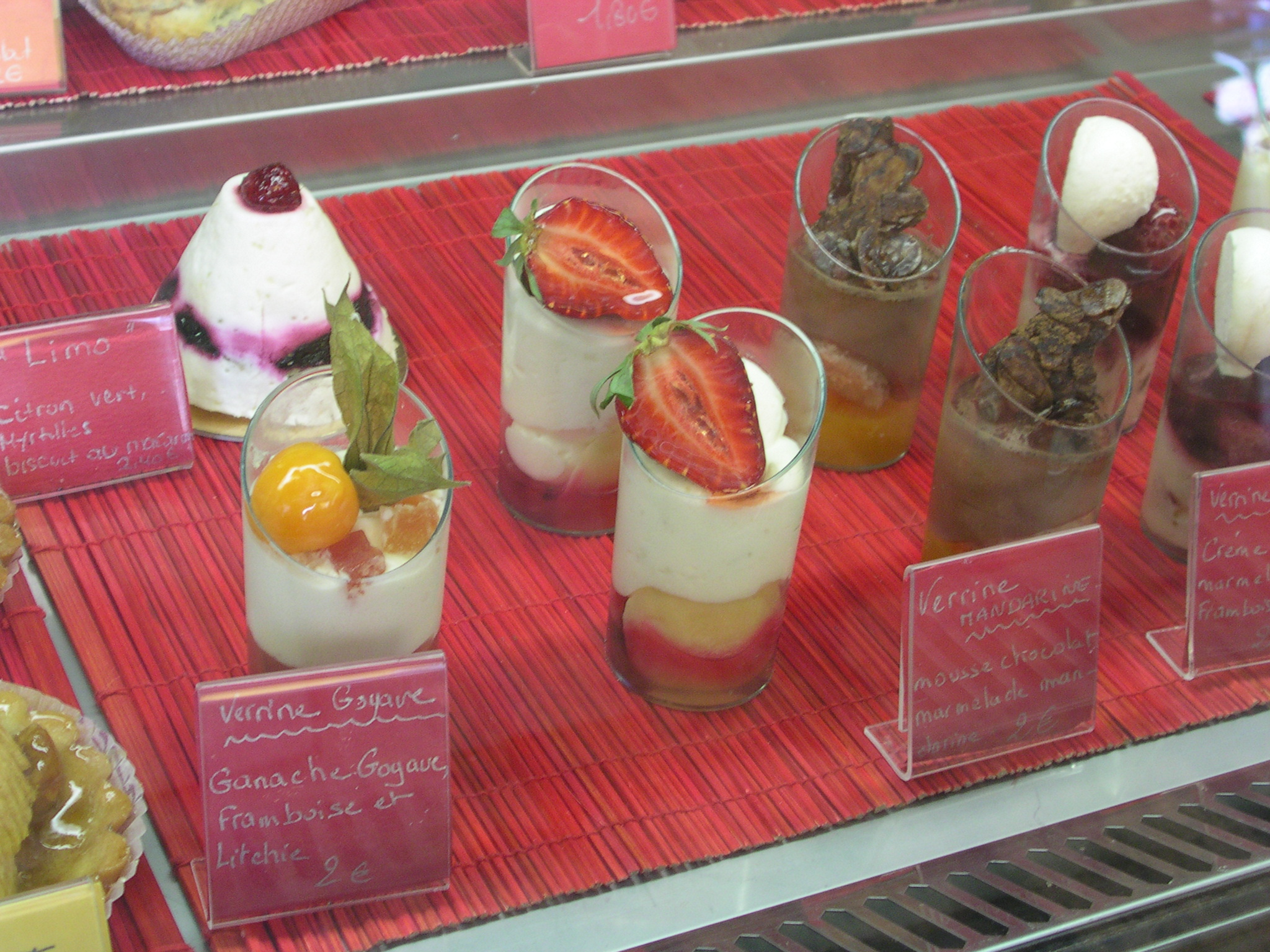
Verrines en plastique sur le marché d'Orange.

Les verrines se sont diversifiées, tant dans les formes que les matériaux. Le choix pour présenter un mets va du simple verre de cuisine au verre apéritif, en passant par la coupe à champagne, le petit pot ou le bocal de conserve. Les verrines jetables en plastique ont toute leur place pour un buffet ou la réception d'un grand nombre d'invités. Elles se présentent en une multitude de formes et de couleurs.
Mais la couleur de la verrine ne doit pas contrarier celles des mets. Car, comme Christian Cino le souligne, « les verrines offrent un visuel exceptionnel. En laissant apparentes toutes les couches ou tous les étages d'une préparation, elles permettent de mettre en évidence la palette des couleurs d'un plat ou d'une préparation ».

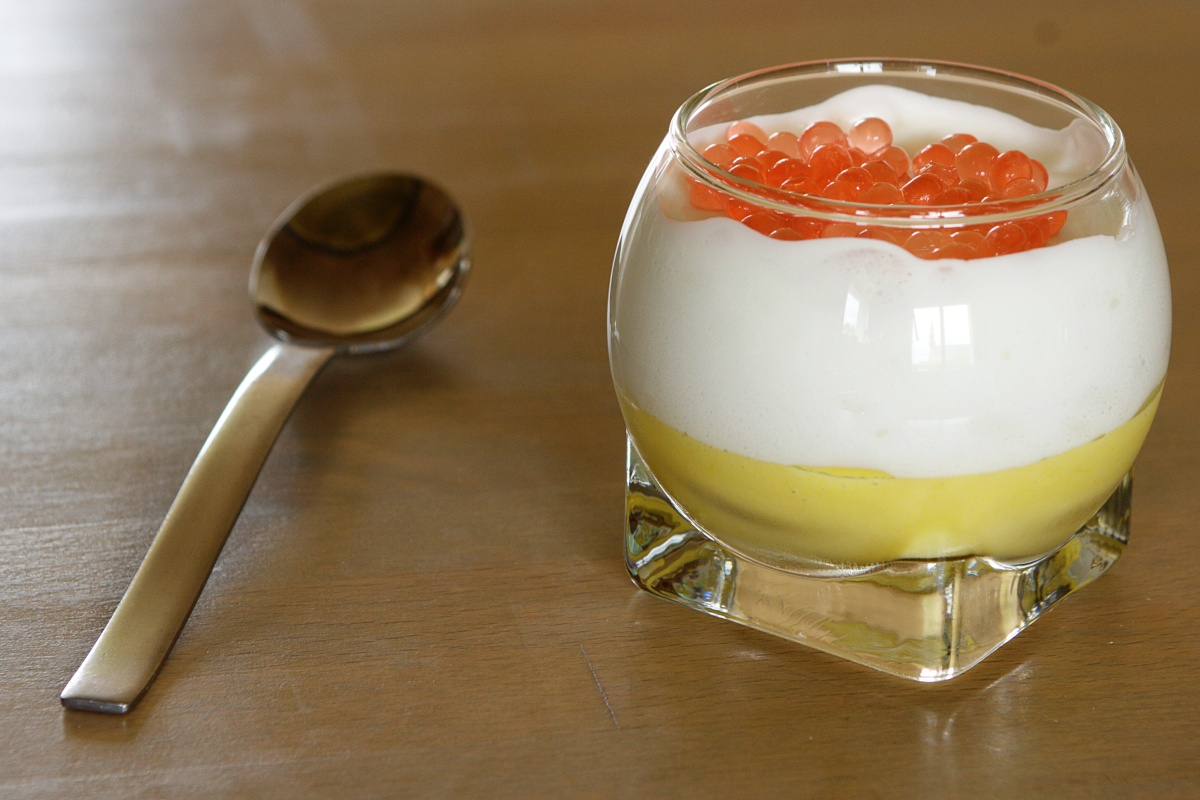
Verrine de caillé, de mangue, mousse coco et perles de pamplemousse.
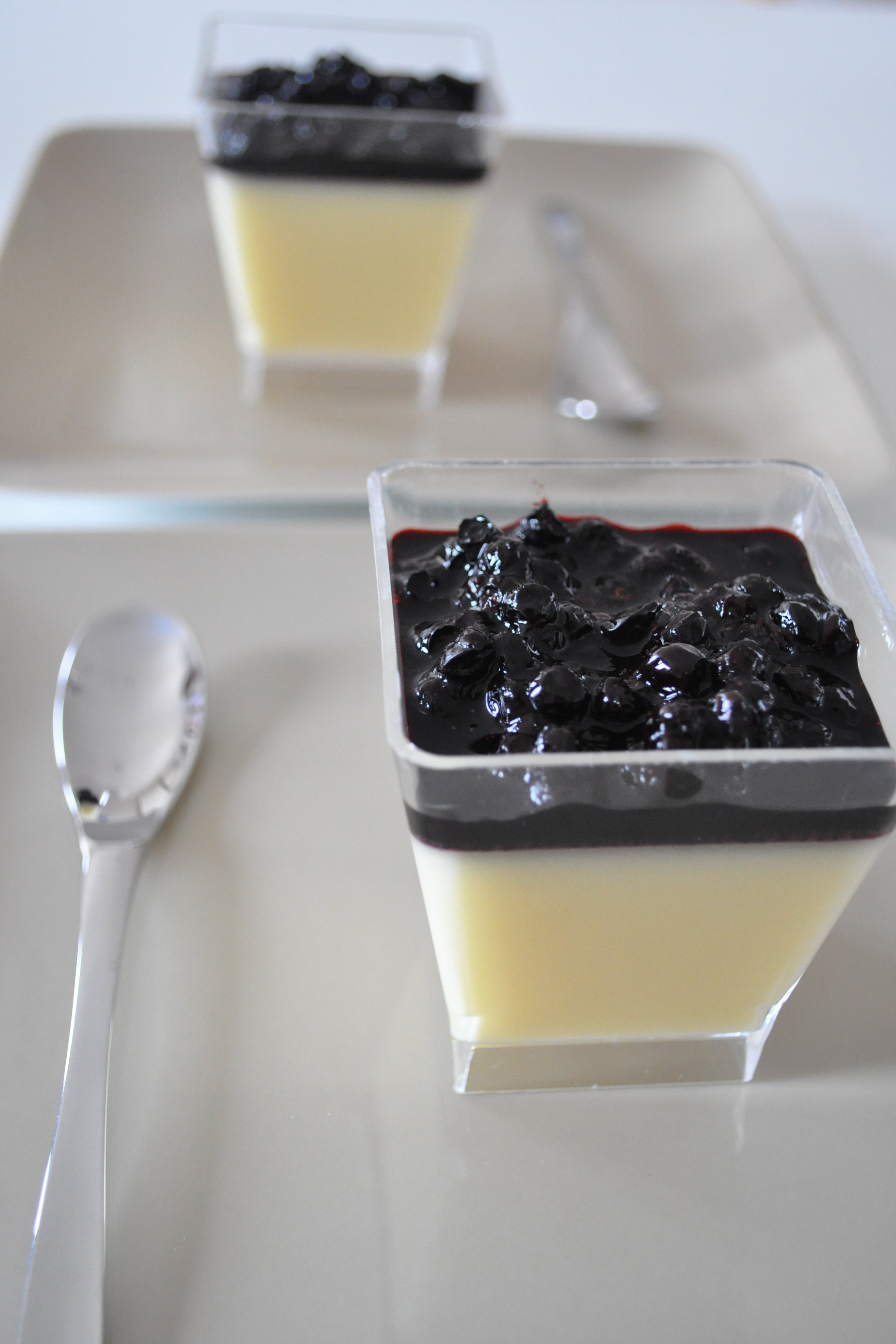
Verrine de panna cotta, chocolat blanc et myrtille.
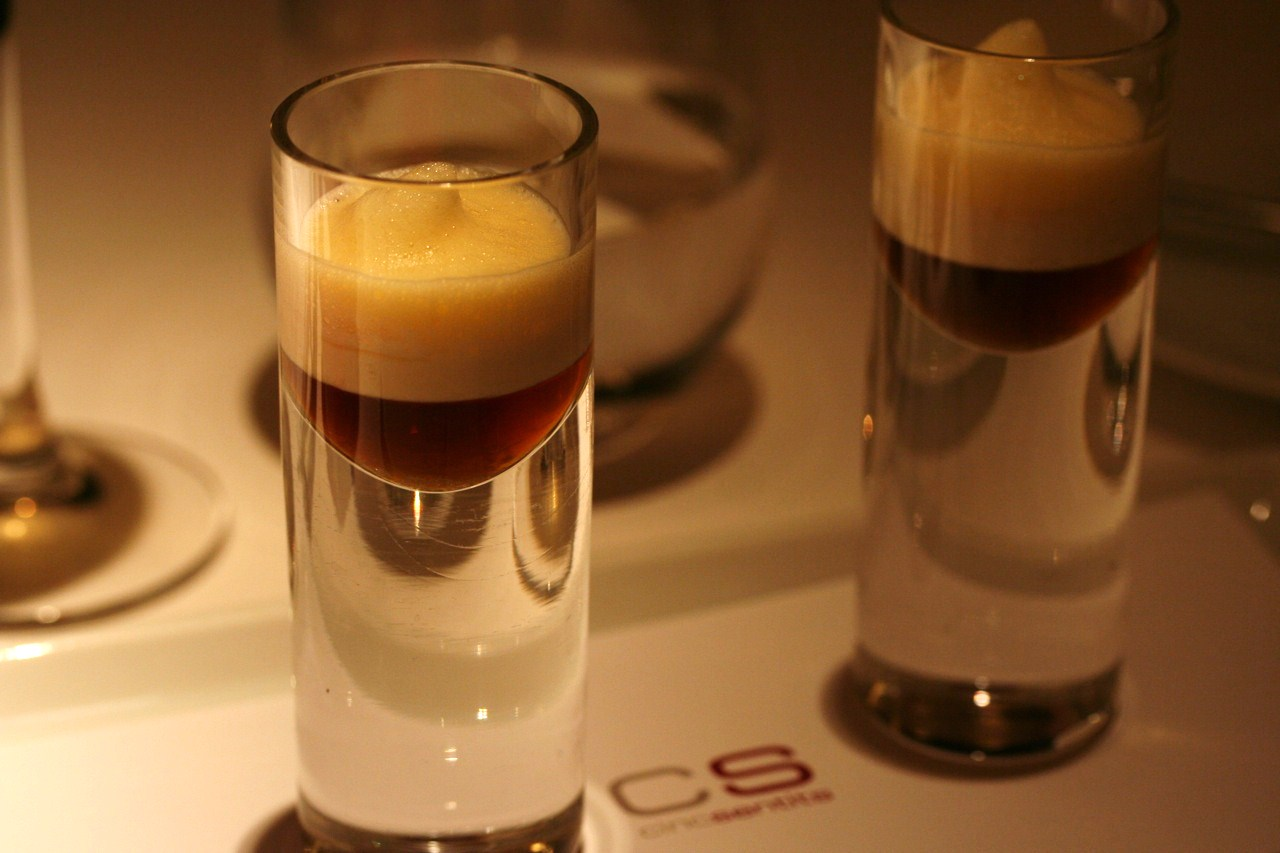
Verrine de sirop d'érable, crème glacée, sabayon salé au mousseux.

## Contenu
La verrine est devenue incontournable. Comme l'explique Christian Cino, « cette nouvelle présentation des aliments donne aux cuisiniers énormément de facilité pour le dressage et l'organisation dans la réalisation des plats ». La verrine présente une entrée moderne, légère en quantité, souvent une mise en bouche, parfois un dessert. Les produits utilisés sont, le plus souvent, des produits frais tels que les légumes, les fruits ou les laitages. Ce qui n'empêche pas une composition avec des biscuits secs, des fruits au sirop, des conserves de légumes, des salaisons ou des produits fumés.

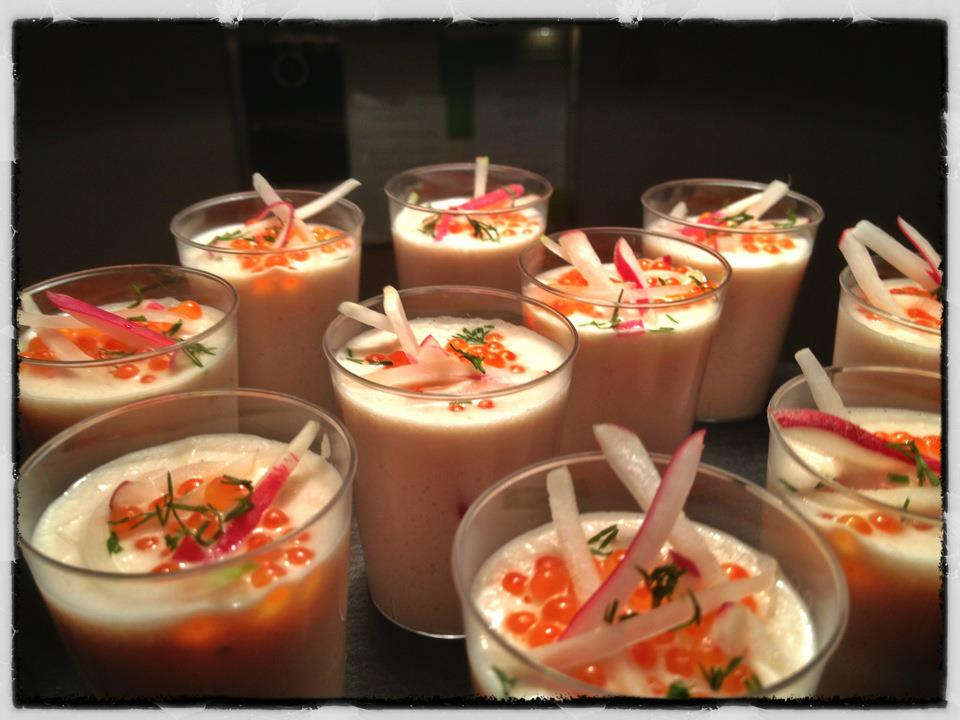
Verrines aux deux radis.
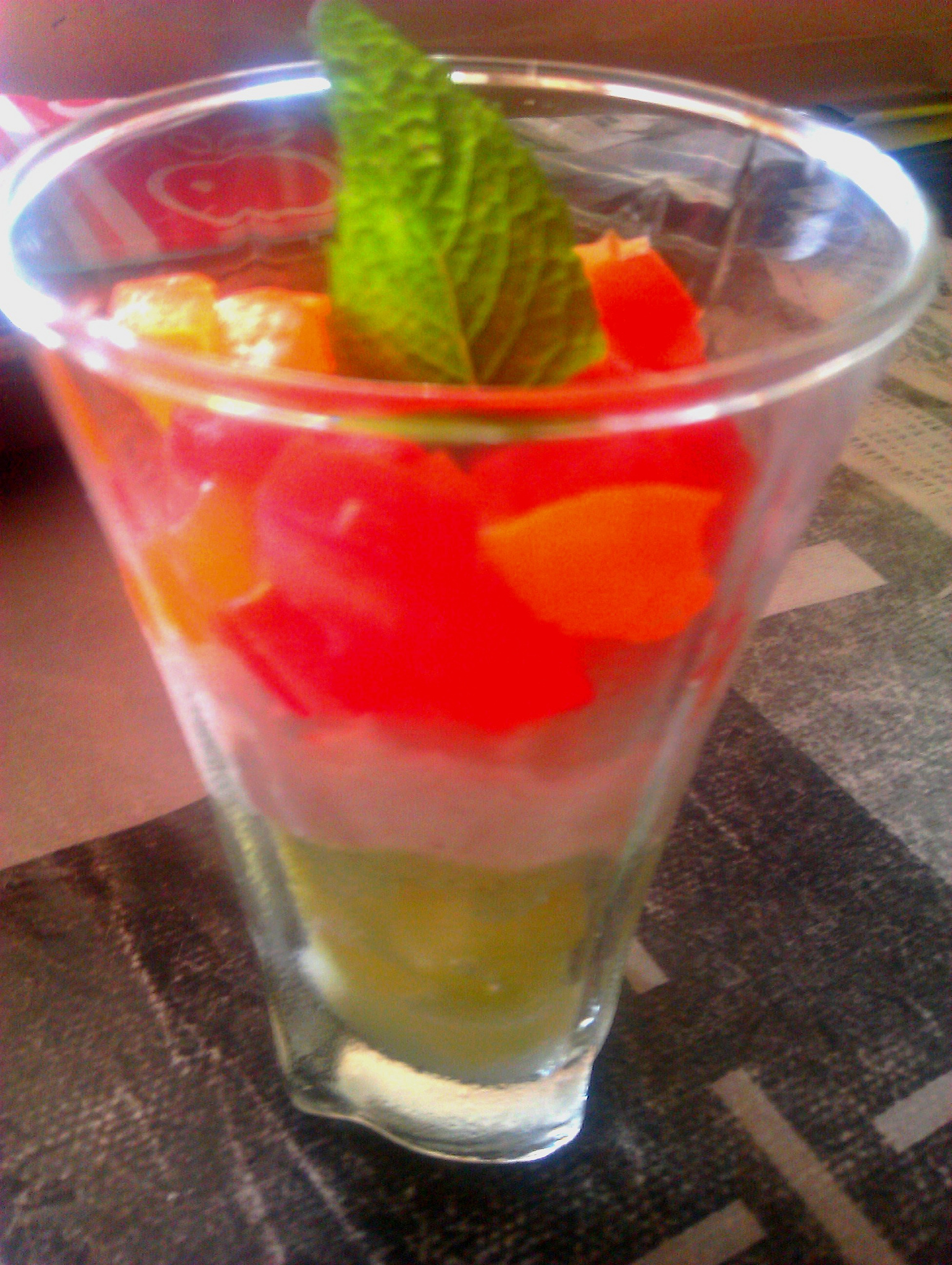
Duo de tomates en tartare, thon au fromage frais et concombre.
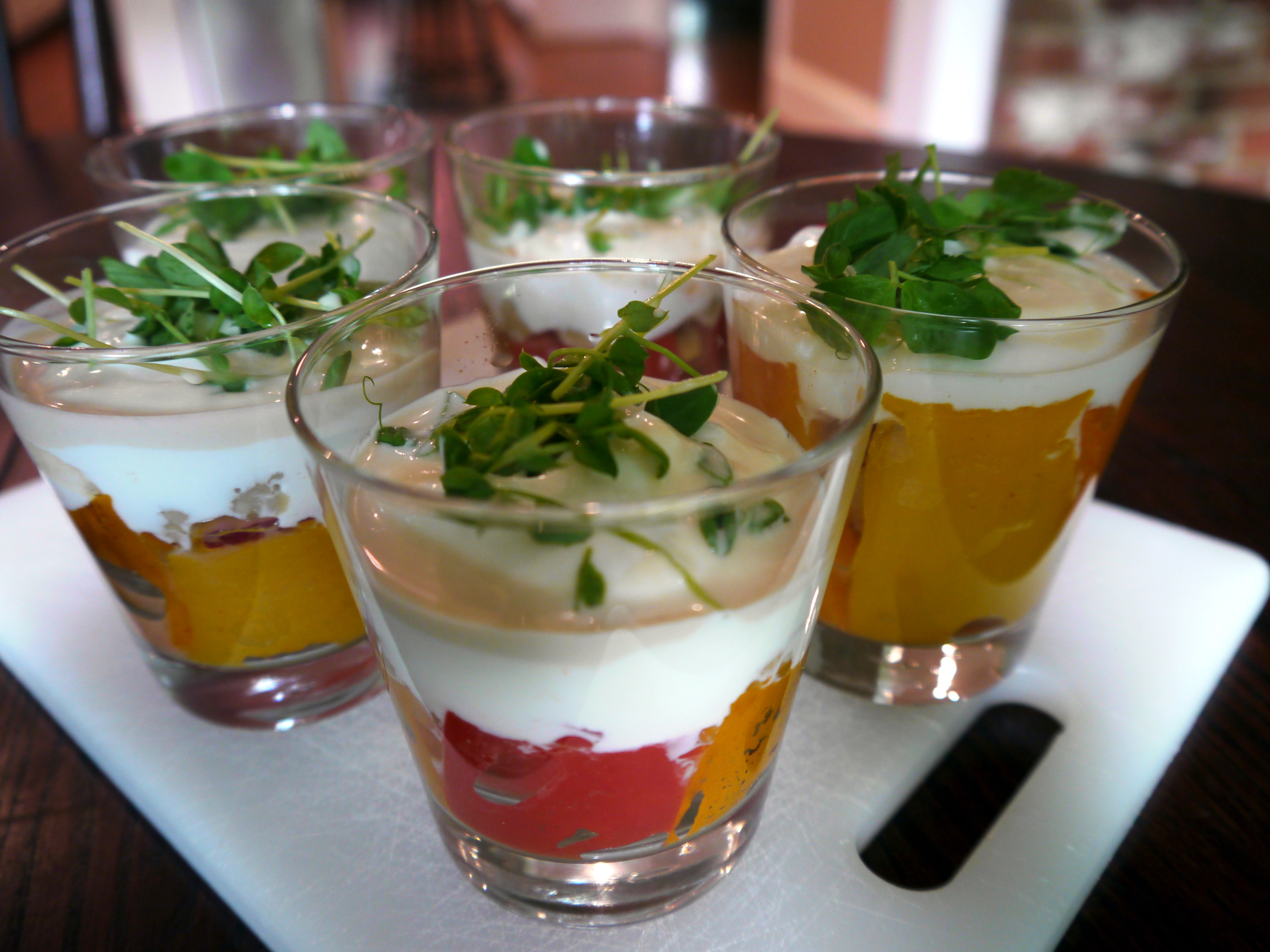
Verrine aux poivrons grillés avec du tahini infusé dans du yogourt.

## Verrine et cuillère

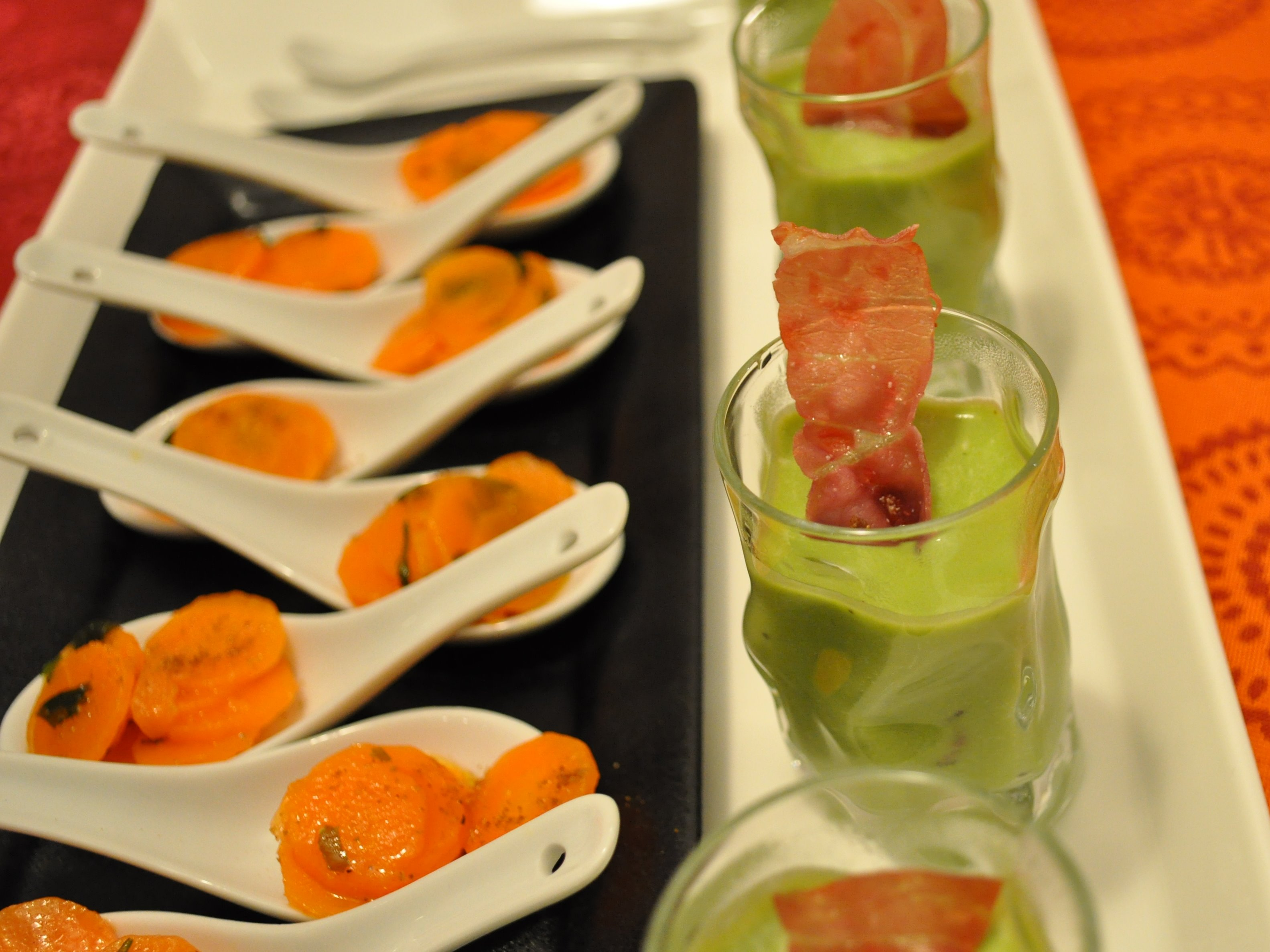
Verrines de soupe de petits pois à la menthe, accompagnées de cuillères de carottes à la coriandre.

Venues dans la foulée des verrines, les cuillères — qui ne proposent qu'une bouchée — se sont imposées comme le complément des premières. L'une et l'autre concourent « à faire d'un repas un régal pour les yeux avant que d'être celui du palais ».
Présentées conjointement, verrines et cuillères forment sur la table un duo qui joue sur les couleurs et les textures et lui donnent un air de fête et de convivialité.
Les cuillères, proposées dans des formes artistiquement travaillées, invitent tout de suite à la dégustation. Parfaites pour une mise en bouche, elles se présentent généralement à l'apéritif.